# Georg Fürmeier
Georg „Schorschi“ Fürmeier (* 1962) ist ein ehemaliger deutscher Freestyle-Skier. Er war auf die nicht mehr ausgetragene Disziplin Ballett (Acro) spezialisiert und gewann bei den ersten Weltmeisterschaften 1986 die Bronzemedaille. Im Weltcup wurde er viermal Zweiter.

## Biografie
Georg Fürmeier gehörte neben seinen Landsleuten Ernst Garhammer, Hermann Reitberger und Richard Schabl zur Weltspitze im Skiballett und erreichte im Freestyle-Skiing-Weltcup 1981 erste Platzierungen in den Punkterängen. In den Jahren danach verbesserte sich der Bayer kontinuierlich und gewann 1984 den deutschen Meistertitel in seiner Paradedisziplin. Im folgenden Weltcup-Winter stieß er mit seinen ersten beiden Podestplätzen in Tignes und am Oberjoch erstmals unter die besten fünf der Weltrangliste vor.
Seine größten Erfolge konnte Fürmeier in der Saison 1985/86 feiern: Im Weltcup belegte er jeweils hinter Teamkollege Hermann Reitberger zwei weitere zweite Plätze und verbesserte sich in der Disziplinenwertung auf Rang drei. Bei den Weltmeisterschaften in Tignes gewann er hinter Richard Schabl und Lane Spina die Bronzemedaille. Im Winter darauf demonstrierte er seine Küren in einem „oszillierenden Metallic-Dress mit plissiertem linken Hosenbein, das sich bei schnellen Bewegungen effektvoll aufbauschte“. Beim Demonstrationswettbewerb im Rahmen der Olympischen Spiele von Calgary wurde er Fünfter, seine letzte Weltcup-Saison bestritt er 1988/89.
Georg Fürmeier arbeitete während seiner aktiven Laufbahn als Skilehrer.
Im Anschluss an seine Sportkarriere handelt der Starnberger in München gemeinsam mit seiner Frau Pia mit Gewürzen. Die Zwangsschließung eines Verkaufsstandes auf dem Viktualienmarkt aufgrund von Hygienemängeln führte 2018 zu einem Rechtsstreit mit der Stadt.

## Erfolge

### Olympische Spiele
- Calgary 1988: 5. Ballett (Demonstrationswettbewerb)

### Weltmeisterschaften
- Tignes 1986: 3. Moguls
- Calgary 1988: 5. Ballett

### Weltcupwertungen
| Saison  | Gesamt | Gesamt | Ballett | Ballett |
| Saison  | Platz  | Punkte | Platz   | Punkte  |
| ------- | ------ | ------ | ------- | ------- |
| 1981    | 73.    | 20     | 34.     | 20      |
| 1982    | 59.    | 42     | 25.     | 42      |
| 1983    | 37.    | 14     | 13.     | 69      |
| 1984    | 44.    | 11     | 14.     | 66      |
| 1984/85 | 21.    | 20     | 5.      | 143     |
| 1985/86 | 17.    | 23     | 3.      | 113     |
| 1986/87 | 27.    | 18     | 9.      | 110     |
| 1987/88 | 28.    | 18     | 8.      | 129     |
| 1988/89 | 106.   | 2      | 33.     | 11      |

### Weitere Erfolge
- 1 deutscher Meistertitel im Ballett (1984)[4]
- Silber bei den Europameisterschaften im Ballett 1987